# Røra (przystanek kolejowy)
Røra – stacja kolejowa w Røra, w okręgu Trøndelag w Norwegii, jest oddalony od Trondheim o 105,47. Stacja leży 51,5 m n.p.m.

## Ruch pasażerski
Należy do linii Nordlandsbanen. Jest elementem kolei aglomeracyjnej w Trondheim i obsługuje lokalny ruch do Trondheim S i Steinkjer.  Pociągi odjeżdżają co pół godziny w godzinach szczytu i co godzinę poza szczytem.

## Obsługa pasażerów
Wiata, parking na 30 miejsc, parking rowerowy, przystanek autobusowy, telefon publiczny. Odprawa podróżnych odbywa się w pociągu.